# Johannes Tecklenburg
Johannes Tecklenburg (* 22. Januar 1646 in Hamburg; † 27. Dezember 1712 ebenda) war ein deutscher Jurist, Oberaltensekretär und Senatssyndicus der Hansestadt Hamburg.

## Leben
In Hamburg geboren, studierte Tecklenburg nach seiner Schulbildung an der Universität Helmstedt unter Georg Werner (1608–1671) und an der Universität Tübingen unter Wolfgang Adam Lauterbach (1618–1678). In Tübingen schloss er sein Studium am 13. Oktober 1669 als Lizenziat beider Rechte, des kanonischen und weltlichen Rechts, ab. Er kehrte zurück nach Hamburg und wurde als Advokat zugelassen. Im Jahr 1685 war er Richter am Hamburger Niedergericht. Am 10. Juni 1688 wurde er als Nachfolger von Hartwig Bambamius zum Oberaltensekretär gewählt und verwaltete dieses Amt über 22 Jahre, bevor er am 10. November 1710 zum Senatssyndicus erwählt wurde. Sein Nachfolger als Oberaltensekretär wurde der spätere Hamburger Bürgermeister Hinrich Diederich Wiese (1676–1728). Tecklenburg starb 1712 im Alter von 66 Jahren.

## Familie
Tecklenburg war der Sohn erster Ehe des Hamburger Kaufmanns Hinrich Tecklenburg (1618–1687) mit Cecilia Schmid. Er heiratete im Jahr 1686 Rahel Stolze, Tochter von Magnus Stolze. Sein Sohn Magnus starb bereits in jungem Alter. Von seinen Töchtern heiratete Ilsabe Cecilie im Jahr 1722 Peter Luttas und Anna Katharina im Jahr 1730 den Advokaten Hieronymus Nicolaus Gerckens.

## Werke (Auswahl)
- Disputatio de rebus publicis mixtis ad. Lib. IV. Polit. Arist. Helmstedt 1666.
- Disputatio juridica de mora. Heitmüller, Helmstedt 1668 (Digitalisat bei Google Books).
- Disputatio juridica inauguralis de cancellatione ejusque in jure effectibus. Reisius, Tübingen 1669 (Online bei Google Books).